# Client Signal Failure
Il termine Client Signal Failure (CSF, ovvero guasto del segnale client) nelle telecomunicazioni indica una procedura definita dagli standard per la rilevazione e la propagazione dell'informazione di malfunzionamento nella trasmissione di dati Ethernet su reti di trasporto telefonico (per esempio SDH o SONET).
Questo meccanismo è descritto talvolta anche con il nome di Link Loss Forwarding (LLF, ovvero propagazione della perdita del link). 

## Meccanismo
Il meccanismo si applica esclusivamente per i collegamenti Ethernet di tipo punto-punto ossia per i circuiti logici che coinvolgono direttamente solo due porte, collegate tra di loro mediante una rete di telecomunicazioni.
Nel caso uno degli ingressi Ethernet rilevasse una perdita del collegamento verso la rete esterna alla rete di trasporto o una condizione di guasto sulla porta Ethernet fisica, questa informazione viene propagata attraverso la rete di trasporto tramite un'opportuna segnalazione, dipendente dalla tecnologia di trasporto stessa, verso la porta Ethernet all'altro estremo del collegamento, tipicamente provocando lo spegnimento anche di questa porta. In questo modo la rete esterna collegata all'altro capo della rete di trasmissione rispetto al punto di guasto viene informata della perdita di segnale alla fonte, come se fosse collegata direttamente al link guasto, e può attuare per esempio delle strategie di reindirizzamento dei pacchetti, usando per esempio collegamenti alternativi.

## Implementazioni
A seconda della tecnologia della rete di trasporto, le implementazioni del meccanismo possono essere differenti.
Nel caso di trasporto su reti di tipo SDH/SONET, l'informazione utilizza degli appositi campi nell'header aggiunto dal protocollo GFP utilizzato per adattare il flusso a pacchetti Ethernet nella trama SDH/SONET.
Nel caso di trasporto su reti dati native (per esempio, Ethernet su Ethernet), l'informazione utilizza delle apposite trame di OAM con contenuto e messaggistica definite dagli standard.